# Aleiodes accohannocki
Aleiodes accohannocki – gatunek błonkówki z rodziny męczelkowatych.

## Taksonomia
Gatunek został opisany w roku 2009 przez Josepha C. Fortiera. Holotyp (samicę) odłowiono 24 lipca 1996 w Hrabstwie Prince George's w stanie Maryland. Epitet gatunkowy nadano na cześć plemienia Accohannock – rdzennych mieszkańców stanu Maryland.

## Zasięg występowania
Występuje we wsch. części USA. Notowany m.in. w stanach Maryland, Tennessee i Arkansas.

## Budowa ciała
Osiąga 3,4 – 3,75 mm długości i 3 – 3,25 rozpiętości przednich skrzydeł. Przyoczka średniej wielkości, odległość od oka do bocznego przyoczka wynosi 0,7 – 1,1 jego średnicy. Czułki składają się z 35 – 42 segmentów, wszystkie z nich są wyraźnie dłuższe od swojej średnicy. Pole malarne o długości równej bądź nieco większe od szerokości podstawy żuwaczek i nieco mniejsze niż połowa średnicy oka. Nadustek słabo wydęty, jego wysokość równa bądź nieco mniejsza niż wysokość wgłębienia gębowego. Wgłębienie gębowe małe, o średnicy równej bądź nieco mniejszej szerokości podstawy żuchwy. Żeberko potyliczne nie łączy się na czubku głowy. Przedplecze podzielone na dwie części przez bruzdy bokach. Bruzdy te są ornamentowane w przedniej 1/3 długości. Całe przedplecze ornamentowane wzorem delikatnych grzbietów oraz skórzaste i świecące grzbietowo-bocznie. Tarcza śródplecza matowa. Notaulix słabo zaznaczone, miejscami niewidoczne. Mezopleuron z szeroką bruzdą przedbiodrową, bruzda ta, jak i cały mezopleuron skórzaste, z wyjątkiem świecącej, centralnej części. Pozatułów delikatnie bruzdkowany, żeberko środkowe obecne na całej długości. Pierwszy tergit metasomy lekko żeberkowany bądź bruzdkowany, tergity drugi i czwarty lekko bruzdkowane, zaś trzeci – silniej. Czwarty tergit przykrywa wszystkie dalsze tergity. Średnica pazurków stopy większa bądź równa połowie średnicy końca stopy. Górna strona biodra tylnych odnóży skórzasta. W przednim skrzydle żyłka r ma długość 0,7 żyłki 3RSa, zaś żyłka 1CUa ma długość 0,3 – 0,4 żyłki 1CUb. W tylnym skrzydle żyłka RS lekko falista, żyłka 1r-m długości żyłki 1M, zaś 1M 0,5 – 0,6 długości żyłki M+CU. 
Ubarwienie głowy pomarańczowe z wyjątkiem czarnego miejsca między oczami a przyoczkami. Nogogłaszczki żółte. Podstawa czułków pomarańczowa, reszta czarna. Mezosoma pomarańczowa z wyjątkiem czarnego, bądź przypalanego, wierzchołka scutellum i zaplecza. Pozatułów dwukolorowy z czarnym przodem. Pierwszy tergit metasomy czarny u podstawy i żółtopomarańczowy na końcu, drugi cały pomarańczowy (sporadycznie przydymiony i czarny z przodu), tergity trzeci i czwarty czarne – ewentualnie trzeci z żółtopomarańczowym przednim brzegiem. Odnóża przednie żółtopomarańczowe z czarnymi stopami, odnóża środkowe i tylne żółte z czarnymi goleniami i stopami. Pterostygma w przednich skrzydłach dwukolorowa – czarna z żółtym bazalnym końcem. Skrzydła szkliste, ubarwienie żyłek przednich skrzydeł zmienne – żyłki C,SR i R oraz żyłki w środkowej jego części są brązowe oraz bladożółte bazalnie i apikalnie. W tylnym skrzydle żyłka R1 brązowa, reszta blada, zaś żyłka m+cu bez pigmentacji. Brak dymorfizmu płciowego.

## Biologia i ekologia
Aleiodes accohannocki jest parazytoidem ćmy Semiothisa  gnophosaria z rodziny miernikowcowatych związanym z wierzbą czarną. Holotyp oraz paratypy poławiano od czerwca do sierpnia.